# Bambey
Bambey är en stad och kommun i Senegal. Den ligger i regionen Diourbel och har cirka 35 000 invånare.